# Affix (Naturwissenschaften/Informatik)
Die Bezeichnung Affix (von lat. ad-figere, „anheften“; PPP: adfixum, assimiliert zu affixum) hat in der Sprachwissenschaft (Linguistik), der Informatik, der Mathematik sowie in den verschiedenen Naturwissenschaften unterschiedliche Bedeutungen.

## Affixe in den Naturwissenschaften
In den Naturwissenschaften wird eine wohldefinierte Menge von Präfixen vor Messgrößen verwendet, um von einer (Mess-)Größe (z. B. Meter, Sekunde, Byte, Hertz, Joule …) verschiedene Größenordnungen zu erhalten. Siehe Vorsätze für Maßeinheiten.

## Affixe in der Informatik/Mathematik
Ein Affix in der Informatik bzw. Mathematik ist, analog zur Definition in der Sprachwissenschaft, ein Teil einer Zeichenkette. Man kennt Präfixe, Infixe und Postfixe, wobei das Postfix die Entsprechung zum Suffix in der Sprachwissenschaft ist.
Seien a, b, c, … Elemente aus einem Alphabet und seien v, w beliebige Zeichenketten über einem Alphabet.
Dann bezeichnet man beispielsweise die Teilfolge ab in der Zeichenfolge
- abw als Präfix,
- vabw als Infix,
- vab als Postfix.

Demzufolge kann ein an verschiedenen Positionen notiertes Operationszeichen als Affix gesehen werden. So kann man beispielsweise den „+“-Operator aufschreiben als
- Präfix: +(m,n)
- Infix: m+n oder
- Postfix: (m,n)+

Für (Rechen-)Operationszeichen verwendet man meist die Infixnotation: a + b; für benannte Funktionen meist die polnische oder Präfixnotation: f(x), g(x,y); die Postfixnotation schließlich findet sich beispielsweise bei der Eingabe in programmierbare Taschenrechner: a b +.